# Blanus tingitanus
Espèce
Statut de conservation UICN

 LC  : Préoccupation mineure
Blanus tingitanus est une espèce d'amphisbènes de la famille des Blanidae.

## Répartition

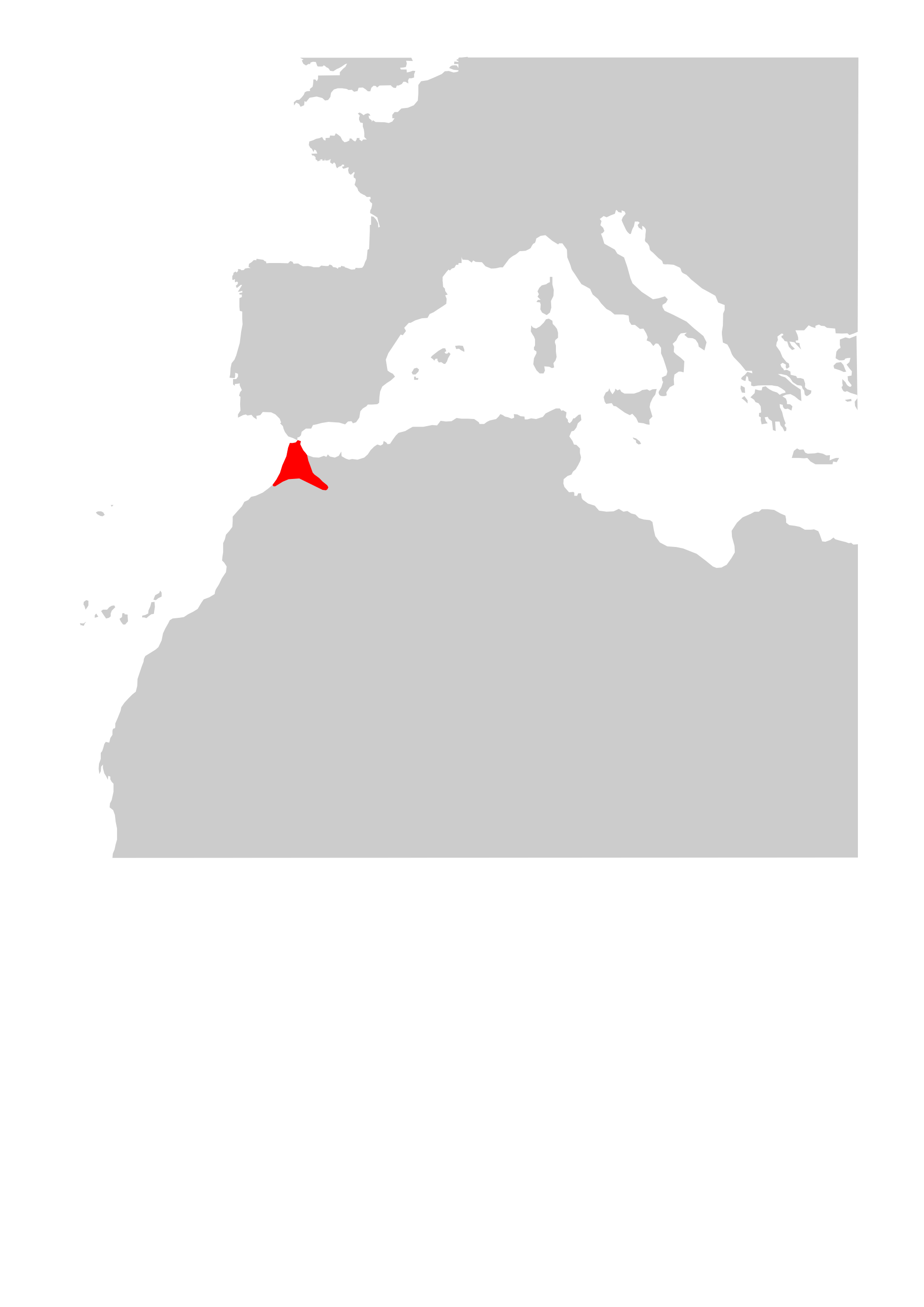

Cette espèce se rencontre dans le Nord du Maroc et dans l'enclave espagnole de Ceuta.

## Publication originale
- Busack, 1988 : Biochemical and morphological differentiation in Spanish and Moroccan populations of Blanus and the description of a new species from northern Morocco (Reptilia, Amphisbaenia, Amphisbaenidae). Copeia, vol. 1988, no 1, p. 101-109.